# 万宜新镇
万宜新镇是一个位于马来西亚雪兰莪乌鲁冷岳县万宜南部的新市镇，隶属于加影市议会。万宜新镇处于加影和布城之间，距离吉隆坡约25公里、加影12公里和万宜旧城区6公里。万宜新镇在被开发前是油棕园地，并在1974年被雪兰莪州政府发展。而发展新镇的过程从第一区开始兴建200间低价、中价和高价房屋，直到2007年，发展新镇的工程完工，现在有11040间房屋、308间商店、43间工厂和一间政府办事处。
而兴建万宜新镇计划是继莎亚南之后的第二大新镇，目标不仅仅是成为6万人的居所，还放眼成为集商业、工业、贸易、训练学院、休闲区和教育机构的城镇。而这些油棕园地则是在时任马来西亚首相敦阿都拉萨提倡社会和经济改革，将马来西亚从农业转换至工业。这个新镇基于『花园城市』概念，全镇各处具有伴有行人道和自行车道的道路，而万宜新镇也被规划为16个区。
马来西亚国立大学（Universiti Kebangsaan Malaysia），一所以马来语为媒介语的大学也位于这里，是马来西亚最顶尖的大学之一。

## 气候
这个城镇在柯本气候分类法下被归类为热带雨林气候（“Af”级）。万宜新镇平均气温约为27.2 °C（81.0 °F），降水量则平均约有2,351（92.6英寸）。
| 万宜新镇                               | 万宜新镇    | 万宜新镇    | 万宜新镇    | 万宜新镇    | 万宜新镇    | 万宜新镇    | 万宜新镇  | 万宜新镇    | 万宜新镇  | 万宜新镇   | 万宜新镇   | 万宜新镇    | 万宜新镇     |
| 月份                                   | 1月         | 2月         | 3月         | 4月         | 5月         | 6月         | 7月       | 8月         | 9月       | 10月       | 11月       | 12月        | 全年         |
| -------------------------------------- | ----------- | ----------- | ----------- | ----------- | ----------- | ----------- | --------- | ----------- | --------- | ---------- | ---------- | ----------- | ------------ |
| 日均气温 °C（°F）                      | 26.7 (80.1) | 27.2 (81.0) | 27.5 (81.5) | 27.7 (81.9) | 27.8 (82.0) | 27.5 (81.5) | 27 (81)   | 27.1 (80.8) | 27 (81)   | 27 (81)    | 27 (81)    | 26.8 (80.2) | 27.2 (81.1)  |
| 平均降水量 mm（）                      | 161 (6.3)   | 151 (5.9)   | 238 (9.4)   | 263 (10.4)  | 200 (7.9)   | 117 (4.6)   | 127 (5.0) | 153 (6.0)   | 171 (6.7) | 259 (10.2) | 271 (10.7) | 237 (9.3)   | 2,348 (92.4) |
| 来源：Climate-Data.org (altitude: 77m) |             |             |             |             |             |             |           |             |           |            |            |             |              |

## 教育

### 知识城
2008年7月22日，时任雪兰莪州务大臣卡立依布拉欣宣布万宜为雪兰莪知识城（Bangi Bandar Ilmu）。也因如此，万宜新镇周围兴建了多所高等教育机构，如马国大（UKM）、国能大学（UNITEN）、位于吉隆坡的吉隆坡大学（UniKL）、汝来新镇马来西亚理科伊斯兰大学（USIM）、沙登博特拉大学（UPM）、赛城多媒体大学（MMU）和林国荣创意工艺大学（LUCT），学院有雪兰莪国际伊斯兰大学学院（KUIS）和德国马来西亚学院（GMI）。

### 教育机构
万宜新镇周边也有多间教育机构和训练机构。
- 马来西亚国立大学（UKM）
- 玛拉理工学院（KPTM）
- 伊斯兰教师机构
- 马来亚银行训练机构（Maybank）
- 联昌银行训练机构（CIMB）
- 大众银行训练机构
- 国能大学
- 吉隆坡大学法国机构
- 德国马来西亚学院（GMI）
- 吉隆坡建设大学（IUKL）
- 马来西亚税务局机构（LHDNM）
- MEA工艺中心
- 马来西亚司法部训练机构（ILKAP）
- 航空管理学院（页面存档备份，存于）（AMC）

### 学校
此镇拥有多间小学和中学，当地没有华小，唯万宜新村有一间万宜育民华小。

#### 小学
- 万宜新镇国民小学(SK Bandar Baru Bangi)
- 第三路国民小学(SK Jalan 3, BBB)
- 第四路国民小学(SK Jalan 4, BBB)
- 第六路国民小学(SK Jalan 6, BBB)
- 第七区国民小学(SK Seksyen 7, BBB)
- 威斯乡野西部淡米尔小学(SJKT West Country Barat)
- 威斯乡野东部淡米尔小学(SJKT West Country Timur)

#### 中学
- 万宜新镇国民中学(SMK Bandar Baru Bangi)
- 第三路国民中学(SMK Jalan 3, BBB)
- 第四路国民中学(SMK Jalan 4, BBB)
- 流古路国民中学(SMK Jalan Reko)

#### 私人学校
- Sri Ayesha伊斯兰学校（页面存档备份，存于）
- Sekolah Seri ABIM, Sungai Ramal（页面存档备份，存于）
- Tanarata国际学校（页面存档备份，存于）
- 万宜新镇宗教小学(Sekolah Rendah Agama Islam Bandar Baru Bangi)

### 研究院
- 马来西亚核能研究所（页面存档备份，存于）
- 马来西亚油棕研究所 (MPOB)

## 工业区
万宜新镇是一个于70年代建造的规划城镇，镇内拥有住宅区、商业区、休闲区和工业区。许多工厂纷纷在万宜新镇工业区设厂因其拥有良好的基建设施，主要的厂商为索尼、日立、电装和百事公司。

## 购物中心
- Kompleks PKNS
- Warta
- Bangi Gateway